# Prix Marcel Dejean
Prix Marcel Dejean är ett travlopp för 2-åriga varmblodiga ston som körs på Vincennesbanan utanför Paris i Frankrike varje år. Det är ett Grupp 3-lopp, det vill säga ett lopp av tredje högsta internationella klass. Loppet körs över distansen 2200 meter. Förstapris är 24 300 euro, vilket gör loppet till ett av de största tvååringsloppet i Frankrike för ston.

## Vinnare
| År   | Häst               | Efter              | Kusk                | Tränare               | Tid    |
| ---- | ------------------ | ------------------ | ------------------- | --------------------- | ------ |
| 2024 | Massive Attack     | Ready Cash         | Yoann Lebourgeois   | Philippe Allaire      | 1'16"8 |
| 2023 | Lopigna            | Alto de Viette     | Éric Raffin         | Frédéric Prat         | 1'15"4 |
| 2022 | Kalamity d'Héripré | Un Mec d'Héripré   | Franck Nivard       | Fabrice Souloy        | 1'18"0 |
| 2021 | Jet Set Bond       | Prodigious         | Jean-Michel Bazire  | Jean-Michel Bazire    | 1'17"0 |
| 2020 | It's Now or Never  | Charly du Noyer    | Yoann Lebourgeois   | Philippe Allaire      | 1'16"2 |
| 2019 | Havana d'Aurcy     | Royal Dream        | Romain Congard      | Jean-Michel Bazire    | 1'15"9 |
| 2018 | Girls Talk         | Brillantissime     | Éric Raffin         | Philippe Allaire      | 1'15"9 |
| 2017 | Fly With Us        | Ready Cash         | Éric Raffin         | Philippe Allaire      | 1'16"5 |
| 2016 | Epice Turgot       | Orlando Vici       | Jean-Michel Bazire  | Fabrice Souloy        | 1'16"5 |
| 2015 | Demonia Roma       | Password           | Jos Verbeeck        | Philippe Allaire      | 1'16"9 |
| 2014 | Classica du Ruel   | Scipion du Goutier | Franck Anne         | Franck Anne           | 1'16"6 |
| 2013 | Be My Girl         | Love You           | Jos Verbeeck        | Philippe Allaire      | 1'17"6 |
| 2012 | Alizea du Kastel   | Quaker Jet         | Emmanuel Allard     | Emmanuel Allard       | 1'17"6 |
| 2011 | Vipsie Griff       | Gros Grain         | Éric Raffin         | Sebastien Guarato     | 1'16"3 |
| 2010 | Une Lady de Nappes | Love You           | Louis Baudron       | Louis Baudron         | 1'17"1 |
| 2009 | Texas Style        | Goetmals Wood      | Louis Baudron       | Louis Baudron         | 1'16"1 |
| 2008 | Sirene Boreale     | Goetmals Wood      | Jean-Michel Bazire  | Jean-Michel Baudouin  | 1'16"4 |
| 2007 | Reveuse de Joudes  | Dahir de Prelong   | Alain Laurent       | Alain Laurent         | 1'16"9 |
| 2006 | Quilea Jiel        | Diamant Gede       | Pierre Levesque     | Jean Luc Dersoir      | 1'18"4 |
| 2005 | Podranie du Chene  | Podosis            | Franck Nivard       | Herve Daougabel       | 1'17"0 |
| 2004 | Otika Vita         | Gai d'Hautmoniere  | Jean-Michel Bazire  | Jean-Michel Bazire    | 1'18"1 |
| 2003 | Nina des Racques   | Coktail Jet        | Jean-Michel Bazire  | Fabrice Souloy        | 1'18"0 |
| 2002 | Miska des Rondes   | Extreme Aunou      | Jean-Michel Bazire  | Fabrice Souloy        | 1'16"7 |
| 2001 | Lara du Goutier    | Workaholic         | Thierry Duvaldestin | Thierry Duvaldestin   | 1'18"0 |
| 2000 | Kefie Perle        | Défi d'Aunou       | Jean-Philippe Mary  | Philippe Allaire      | 1'20"0 |
| 1999 | Java de Billeron   | Urf du Vast        | Patrick Blanc       | Pierre Clairy         | 1'16"3 |
| 1998 | Imia Josselyn      | Cezio Josselyn     | Jean-Michel Bazire  | Laurent G Fernandes   | 1'18"9 |
| 1997 | Himalayenne        | Ulf d'Ombree       | Jos Verbeeck        | Philippe Allaire      | 1'19"0 |
| 1996 | Gipsa d'Urzy       | Workaholic         | Jean-Michel Bazire  | Pierre Desire Allaire | 1'20"5 |